# Contea di Lincheng
La contea di Lincheng (临城县S, Línchéng XiànP) è una contea della Cina, situata nella provincia di Hebei e amministrata dalla prefettura di Xingtai.